# Язиковка
Язико́вка (рос. Языковка, ерз. Языковка) — присілок у складі Ічалківського району Мордовії, Росія. Входить до складу Оброчинського сільського поселення.

## Населення
Населення — 35 осіб (2010; 43 у 2002).
Національний склад (станом на 2002 рік):
- росіяни — 96 %